# Chillarón de Cuenca
Chillarón de Cuenca è un comune spagnolo di 567 abitanti situato nella comunità autonoma di Castiglia-La Mancia.
Il comune comprende la località di Arcos de la Cantera.